# Яднок, Панупонг
Панупонг Яднок (тайск. ภาณุพงศ์ จาดนอก) — общественный активист Таиланда, студент Университета Рамакхамхаенг и ведущий участник протестов 2020 — 2021 годов из группы «Восточное молодёжное лидерство», которому в настоящее время предъявлено несколько обвинений, включая подстрекательство к мятежу.

## Популярность
Панупонг выходец из небогатой семьи и особенно популярен среди молодёжи из низшего среднего класса. Он работал с малообеспеченной молодежью в программах молодёжного лидерства.

## Активизм и преследование
16 июня 2020 года Панупонгу было предъявлено обвинение в нарушении Указа о чрезвычайном положении и Закона о публичных собраниях в ходе протеста 14 июня против насильственного исчезновения Ванчалеарма Сацаксита.
15 июля Панупонг выразил протест против визита премьер-министра Праюта Чан-Оча в провинцию Районг для рассмотрения инцидента с распространением коронавируса, за что был арестован. 18 июля Панупонг принял участие в акции протеста «Свободного молодёжного движение» 18 июля у Монумента демократии в Бангкоке, в ходе которой перед 1 000 протестующими были зачитаны «Три требования», что стало крупнейшей акцией со времён военного переворота 2014 года. 7 августа Панупонг и адвокат по правам человека Анон Нампа были арестованы за речи, которые они произнесли на нескольких митингах во время протестных акций. Им были предъявлены обвинения за подстрекательство к мятежу, после чего оба были задержаны. Amnesty International и Human Rights Watch призывали к немедленному освобождению Панупонга и других протестующих студентов, а также к снятию всех обвинений. Впоследствии активисты были освобождены.
Панупонг был одним из четырёх лидеров митинга 10 августа, на котором поднимался вопрос о реформе тайской монархии. За это ему было предъявлено шесть обвинений. 24 августа Панупонг участвовал в акции в Районге против предлагаемого правительством проекта мелиорации моря, являющегося частью третьей фазы проекта расширения промышленного коридора Map Ta Phut в Восточном экономическом коридоре. Панупонг был снова арестован, затем освобождён под залог, а затем повторно арестован за нарушение условий его освобождения под залог. Вновь был освобождён 7 сентября. Впоследствии Панупонг готовился к дальнейшим акциям и на митингах 19–20 сентября он подчеркнул свою позицию реформирования монархии, а не её полной отмены.